# Adolphe Laville
André Gilbert Adolphe Laville est un homme politique français né le 6 juin 1831 à Montaigut (Puy-de-Dôme) et décédé le 6 août 1912 à Paris.
Propriétaire terrien, il est conseiller général en 1856, conseiller municipal de Montaigut de 1860 à 1878 et maire de 1876 à 1878. Il est député du Puy-de-Dôme de 1881 à 1906, inscrit au groupe de l'Union républicaine.

## Sources
- « Adolphe Laville », dans Adolphe Robert et Gaston Cougny, Dictionnaire des parlementaires français, Edgar Bourloton, 1889-1891 [détail de l’édition]
- « Adolphe Laville », dans le Dictionnaire des parlementaires français (1889-1940), sous la direction de Jean Jolly, PUF, 1960 [détail de l’édition]